# إدغار بوث
إدغار بوث (بالبرتغالية: Edgar Booth‏) (13 أبريل 1888 في ألمانيا - 1945 في البرازيل) هو لاعب كرة قدم برازيلي في مركز الهجوم. لعب مع غريميو بورتو أليغرينزي.